# 야율누리사
야율누리사(耶律耨里思, ? ~ ?)는 당나라 시대 거란 질랄부(迭剌部) 족장(夷离)이었다. 야율열리(耶律涅里 또는 泥礼雅里)의 증손이며, 야율아보기의 고조부이다. 송막도독(松漠都督) 이회수의 부하로 종군했으며, 지리고(只里姑)와 괄리(括里)를 파견하여 황수(潢水)에서 범양절도사(范陽節度使)인 안록산을 격파하였다. 요 태조가 요나라를 건립한 이후 그를 소열황제(昭烈皇帝) 숙조(肅祖)라 추숭하였다.

## 가족

### 아내
- 소열황후 소씨(昭烈皇后 蕭氏)

### 아들
- 야율합신(耶律洽愼)
- 야율살랄덕(耶律薩剌德)
- 야율갈랄(耶律葛剌)
- 야율합례(耶律洽禮)

## 참고 문헌
- 《요사(遼史)》